# Bagarius bagarius
Bagarius bagarius ist eine Fischart aus der Gattung der Teufelswelse (Bagarius) und der Familie der Gebirgswelse (Sisoridae). Da bis 1983 alle Bagarius-Arten Bagarius bagarius zugerechnet wurden, ist bei vielen Angaben aus älterer Literatur unklar, ob sie sich wirklich auf diese Art beziehen. Die Art wird wirtschaftlich genutzt und frisch verkauft, das Fleisch verdirbt allerdings sehr schnell und kann dann zu Vergiftungen führen.

## Merkmale
Bagarius bagarius ist mit bis zu 25 Zentimetern Körperlänge die kleinste Art der Gattung. Ihr Kopf ist breit und abgeflacht, mit großem, breitem, bogenförmigem und unterständigem Maul und vier Paar Barteln, von denen das Paar am Oberkiefer eine gut ausgebildete Membran aufweist. Kopf und Prädorsalplatte weisen keinen deutlichen Kamm auf. Der Körper ist fleckig gefärbt, weist aber keine zahlreichen Punkte auf. Die Rückenflosse weist einen kräftigen Hartstrahl und sechs Weichstrahlen auf. Die Fettflosse setzt hinter der 13- bis 14-strahligen Afterflosse an. Die Brustflossen setzen vor dem letzten Strahl der Rückenflosse an.

## Vorkommen
Die Art besiedelt Stromschnellen und steinige Becken in mittelgroßen und großen Flüssen. Sie kommt auf der Malaiischen Halbinsel, im Salween, Mae Klong, Brahmaputra und Irrawaddy und möglicherweise im Indus sowie in deren Zuflüssen vor.

## Lebensweise
Die Art ernährt sich von Wirbellosen, kleinen Fischen, Fröschen und Krebstieren. Die Laichzeit liegt vor den jährlichen Überschwemmungen.

## Belege
- W. J. Rainboth: Fishes of the Cambodian Mekong. FAO species identification sheets for fishery purposes. Food and Agriculture Organization, Rom 1996, S. 160 (englisch).
- Bagarius bagarius auf Fishbase.org (englisch)